# Comitán de Domínguez

Comitán de Domínguez é um município do estado do Chiapas, no México. A população do município calculada no censo 2005 era de 121.263 habitantes. É a 4º município mais importante do Estado de Chiapas. É uma cidade colonial com edificios culturais e históricos. Se encontra a 90km da frontera com a Guatemala.